# Leopard Cat Football Club
Il Leopard Cat Football Club (台灣石虎足球隊S, Táiwān Shíhǔ Zúqiú DuìP), meglio noto come Leopard Cat e in passato come Tatung, è una società calcistica taiwanese con sede nella città di Taipei. Milita nella Taiwan Football Premier League, la massima divisione del campionato taiwanese.

## Storia
Fondato nel 1963 con il nome di Tatung dall'omonima azienda taiwanese, ha cambiato denominazione in Leopard Cat a partire dalla stagione 2022, in seguito all'interruzione degli aiuti al club da parte dell'azienda.

## Strutture

### Stadio
Il Taipei Municipal Stadium è uno stadio a Taipei. Ha una capacità di 20.000 posti.

## Organico

### Rosa 2019-2020
| N. |                           | Ruolo | Calciatore                         |
| -- | ------------------------- | ----- | ---------------------------------- |
| 1  | Taipei cinese (bandiera)  | P     | Pan Wen-chieh (潘文傑)             |
| 3  | Taipei cinese (bandiera)  | D     | Wei Sheng-Hsin (韋聖心)            |
| 5  | Taipei cinese (bandiera)  | D     | Huang Wei-Min (黃偉民)             |
| 6  | Taipei cinese (bandiera)  | A     | Chen Rui-Chieh (陳瑞杰)            |
| 7  | Taipei cinese (bandiera)  | A     | Chu En-Le (朱恩樂)                 |
| 8  | Taipei cinese (bandiera)  | C     | Hung Tzu-Cheng (洪賜丞)            |
| 10 | Turks e Caicos (bandiera) | A     | Marc Fenelus (馬可·費內路斯)       |
| 11 | Honduras (bandiera)       | C     | Elias Rene Argueta Tejada (安愛瑞) |
| 13 | Taipei cinese (bandiera)  | D     | Huang Po-Chin (黃柏錦)             |
| 15 | Gambia (bandiera)         | A     | Jassey Alagie (賈愛智)             |
| 16 | Taipei cinese (bandiera)  | D     | Wei Pei-Lun (魏沛倫)               |
| 17 | Taipei cinese (bandiera)  | D     | Lee Ping-Hsien (李品賢)            |

| N. |                           | Ruolo | Calciatore                      |
| -- | ------------------------- | ----- | ------------------------------- |
| 18 | Taipei cinese (bandiera)  | P     | Shih Hsin-An (施信安)           |
| 20 | Gambia (bandiera)         | D     | Colley Mamadi (柯利)            |
| 21 | Taipei cinese (bandiera)  | C     | Hsieh Shi-An (謝智安)           |
| 23 | Giappone (bandiera)       | C     | Harada Hirokimi (原田拡帝)      |
| 24 | Taipei cinese (bandiera)  | C     | Huang Hsiang-Che (黃祥哲)       |
| 25 | Taipei cinese (bandiera)  | C     | Lo Chih-En (羅志恩)             |
| 27 | Taipei cinese (bandiera)  | C     | Huang Chu-Hsuan (黃楚軒)        |
| 29 | Taipei cinese (bandiera)  | C     | Weng Wei-Pin (翁偉賓)           |
| 32 | Taipei cinese (bandiera)  | C     | Chang Hao-Wei (張豪偉)          |
| 33 | Taipei cinese (bandiera)  | D     | Chen Wei-Chuan (陳威全)         |
| 35 | Taipei cinese (bandiera)  | C     | Lo Chih-An (羅志安)             |
| 37 | Costa d'Avorio (bandiera) | C     | Kouame Ange Sumokouome (安以恩) |

## Palmarès

### Competizioni nazionali
- Taiwan Football Premier League: 3

2017, 2018, 2019
- Intercity Football League: 2

2007, 2013
- Enterprise Football League: 2

2005, 2006
- CTFA Cup: 3

1990, 1996, 2005
- President's Cup: 2

1997, 1998